# Senatsmedaille für Kunst und Wissenschaft der Freien Hansestadt Bremen
Die Senatsmedaille für Kunst und Wissenschaft der Freien Hansestadt Bremen wurde seit 1938 und erneut seit 1952 für hervorragende Leistungen auf dem kulturellen Gebiet vom Senat der Freien Hansestadt Bremen, vertreten durch den jeweiligen Kultursenator, verliehen. Orden zu verleihen oder zu tragen ist nicht bremischer Brauch. In Bremen gab und gibt es aber verschiedene Ehrenmedaillen.

## Träger
Alphabetisch geordnet
- Herbert Abel, 1975, Geograph und Direktor des Übersee-Museums
- Michael Börgerding, 2025, Generalintendant des Theater Bremens
- Caspar Bröcheler, 1977, Kammersänger
- Günter Busch, 1967, Kunsthistoriker und Direktor der Kunsthalle Bremen
- August Dierks, 1979, Syndikus und Hauptgeschäftsführer der Industrie- und Handelskammer Bremerhaven
- Karl Dillschneider, 1984, Architekt und Denkmalpfleger in Bremen
- Friedrich Dross, 1966, Jurist, Regierungsdirektor, Schriftsteller, Herausgeber und Filmunternehmer
- Detlev Ellmers, 2014, Prähistoriker und Kunsthistoriker in Bremerhaven
- Hermann Entholt, 1938, Staatsarchivar
- Siegrid Ernst, 2019, Komponistin, Pianistin und Hochschullehrerin
- Ernst Gorsemann, Bildhauer und Direktor der Nordischen Kunsthochschule in Bremen
- Manfred Hausmann, 1963, Schriftsteller, Journalist und Laienprediger
- Hans Heintze, 1976, Domkantor
- Wulf Herzogenrath, 2011, für Verdienste um die Bremer Kunsthalle
- Rudolf Hickel, 2017, Wirtschaftswissenschaftler
- Kurt Hübner, 2006, Schauspieler, Theaterregisseur und -intendant
- Friedrich Hustedt, 1961, Lehrer und Algen-Forscher
- Annelie Keil, 2019, Soziologin und Gesundheitswissenschaftlerin
- Hans Kindler, 1975, Generalmusikdirektor in Bremerhaven
- Anton Kippenberg, 1944, Gründer und Inhaber des Insel Verlages
- Lew Kopelew, 1992, Germanist, Kulturwissenschaftler
- Werner Kloos, 1974, Kunsthistoriker, Museumsdirektor und Denkmalpfleger
- Karsten Küsters, 2008, Opernsänger
- James Last, 2008, Bandleader, Komponist und Musikproduzent
- Werner Mevissen, 1975, Direktor der Stadtbibliothek Bremen
- Gabriele Möller-Lukasz, 2022, Schauspielerin
- Wilfried Müller, 2013, Erziehungswissenschaftler,  Rektor der Universität Bremen
- Bernd Neumann, 2019, Beauftragter der Bundesregierung für Kultur und Medien
- Erika Opelt-Stoevesandt, 1999, Pädagogin und Schulgründerin in Bremen
- Hans Otte, 1987, Komponist, Pianist und Rundfunkredakteur
- Younghi Pagh-Paan, 2011, koreanische Komponistin
- Ludwig Plate, 1953, Wasserbauingenieur und  Leiter der Wasserstraßendirektion Bremen
- Friedrich Prüser, 1957, Historiker und Direktor des Staatsarchivs Bremen
- Friedrich Rebers, 1998, Sparkassendirektor und Präsident des Bremer Bürgerparkvereins
- Fritz Rehbein, 1967, Kinderchirurg
- Otto Schaaber, Professor für Physik und Leiter des Instituts für Härtereitechnik Bremen
- Heinrich Schmidt-Barrien, 1972, (nieder-)deutscher Autor
- Rudolf Alexander Schröder, 1938, deutscher Schriftsteller, Übersetzer, Dichter, evangelischer Kirchenlieddichter sowie Architekt und Maler
- Fritz Schumacher, 1944, Architekt, Oberbaudirektor
- Karl Heinz Schwebel, 1975, Historiker und Staatsarchivdirektor
- Rudolf Stein, 1969, Denkmalpfleger und Architekt
- Liselotte Thomamüller, 1977, Opern- und Kammersängerin (Sopran)
- Jürgen Timm, 2002, Hochschullehrer und Rektor der Universität Bremen
- Käte van Tricht, 1994, Organistin am Bremer Dom und Musikpädagogin
- Karl Heinrich Viets, 1957, Zoologe
- Ernst Waldau, 1974, Theaterleiter und Schauspieler
- Emil Waldmann, 1940, Direktor der Kunsthalle in Bremen
- Diedrich Wattenberg, Astronom, Vorsitzender der Olbers-Gesellschaft
- Gerold Wefer, 2019, Geologe und Direktor des MARUM der Universität Bremen
- Wilhelm Wortmann, 1977, Architekt, Stadtplaner und Hochschullehrer
- Arno Wüstenhöfer, 1985, Schauspieler, Regisseur und Generalintendant in Bremen